# Recitativ
Recitativ, talesang, hvor ordene fremsiges
i et syngende tonefald, der følger ordaccenten,
men ikke danner egentlige melodier. Recitativ, der må regnes
til de allerældste musikalske former, har i mere
stiliseret form spillet en betydelig rolle i den gamle
kirkesang (se gregoriansk kirkesang)
og senere i operaen, for hvilken kunstart recitativ
under navn af "monodi" var en slags
fødselshjælperske. Blandt de gamle komponister var ikke
mindst Jean-Baptiste Lully (1632-1687)en fremragende recitativsætter.
Man skelner mellem secco-recitativ, den
simpleste form af recitativ, der kun støttes af enkelte
akkorder, og recitativ accompagnato, hvor
instrumentalledsagelsen bliver mere eller mindre
udarbejdet til selvstændige musikalske former. For den
moderne opera er denne sidste form af recitativ den
bærende kraft, rigtignok tillige stærkt udviklet
og udvidet ved rig anvendelse af det symfoniske
apparat i instrumentalledsagelsen, så at
begrebet recitativ i gammel forstand dermed omtrent er
udvisket.
I opera, kantate eller oratorium betegner udtrykket recitativ et afsnit, der reciteres; et talelignende sangforedrag.